# 北志雄村
北志雄村（きたしおむら）は、石川県羽咋郡にあった村。現在の宝達志水町の東北端にあたる。

## 地理
- 山 ： 臼ヶ峰

## 歴史
- 1889年（明治22年）4月1日 - 町村制の施行により、羽咋郡石坂村、向瀬村、所司原村、見砂村、清水原村及び走入村を廃し、その区域をもって羽咋郡北志雄村を設置する。
- 1933年（昭和8年）5月1日 - 羽咋郡志雄村、樋川村、南志雄村、北志雄村及び南邑知村を廃し、その区域をもって羽咋郡志雄村を設置する。

## 著名な出身者
- 萩山教嚴 - 政治家、元衆議院議員